# Casaluce
Casaluce är en ort och kommun i provinsen Caserta i regionen Kampanien i Italien. Kommunen hade 9 893 invånare (2017).